# Bidaspa micans
Bidaspa micans är en fjärilsart som beskrevs av Bremer och William Grey 1853. Bidaspa micans ingår i släktet Bidaspa och familjen juvelvingar. Inga underarter finns listade i Catalogue of Life.